# Abdelkader Rachdi
Abdelkader Rachdi (né en 1929 à Rabat et mort en 1999) est un oudiste, compositeur et chef d'orchestre marocain, considéré comme le doyen des compositeurs marocains en contribuant à forger une musique et une chanson à la fois modernes et authentiquement marocaines.

## Biographie
Très jeune, Abdelkader Rachdi évolue et grandit dans un environnement musical au sein du giron familial d'abord et étudie à l'école des plus grands maalems : pour ne citer que Abdeslam Benyoussef, le cheikh Sbiya et le professeur Chottin alors chargé de cours à l'Institut Moulay Rachid de musique arabo-andalouse, dirigé par Moulay Omar El Ouali à Rabat. Il fut aussi l'un des plus brillants élèves du professeur Morsy Barakat, un Égyptien désigné par le roi Mohammed V après l'indépendance du Maroc pour encadrer une nouvelle génération de musiciens marocains en leur inculquant les principes fondamentaux du modalisme et de la rythmique arabe.
Abdelkader Rachdi est alors membre de l'orchestre et c'est précisément dans le contexte de la lutte anti-coloniale qu'il produit des chants patriotiques et des morceaux de musique instrumentale, qui ont depuis gagné une large notoriété nationale tels "Le printemps" et surtout "Danse de l'Atlas.
C'est à la demande de Othman Jorio, un dirigeant nationaliste qu'il compose en 1948, la  "Danse de l'Atlas" et l'interprète à l'oud, accompagné de chants d'enfants, devant des personnalités politiques comme Mehdi Ben Barka ou Abderrahim Bouabid.
En 1958, il accepte la demande des autorités marocaines de représenter le Maroc au Festival mondial des compositeurs, à Prague.
Après avoir dirigé l'Orchestre régional de Tanger, il succède à la tête l'Orchestre national de la RTM, à Ahmed El Bidaoui. Il y resta jusqu'à sa retraite.
Abdelkader Rachdi compose également de nombreuses chansons romantiques pour une toute nouvelle génération de chanteuses marocaines comme Naima Samih, Samira Bensaïd, Aziza Jalal et compose pour Abdelwahab Doukkali, Abdelâti Amanna, Abdellah Issami...